# انجمن علاقه‌مندان گربه
انجمن علاقه‌مندان گربه (انگلیسی: Cat Fanciers' Association) گاهی تحت عنوان انجمن دوستداران گربه‌سانان هم نامیده می‌شود. در سال ۱۹۰۶ در ایالات متحده آمریکا تأسیس شد. این انجمن در حال‌حاضر یکی از بزرگ‌ترین مراجع فهرست و رتبه‌بندی نژادهای مختلف گربه‌ها در دنیا است و به عنوان معتبرترین انجمن ثبت نژاد گربه‌ها در آمریکای شمالی شناخته می‌شود.